# Pokutí

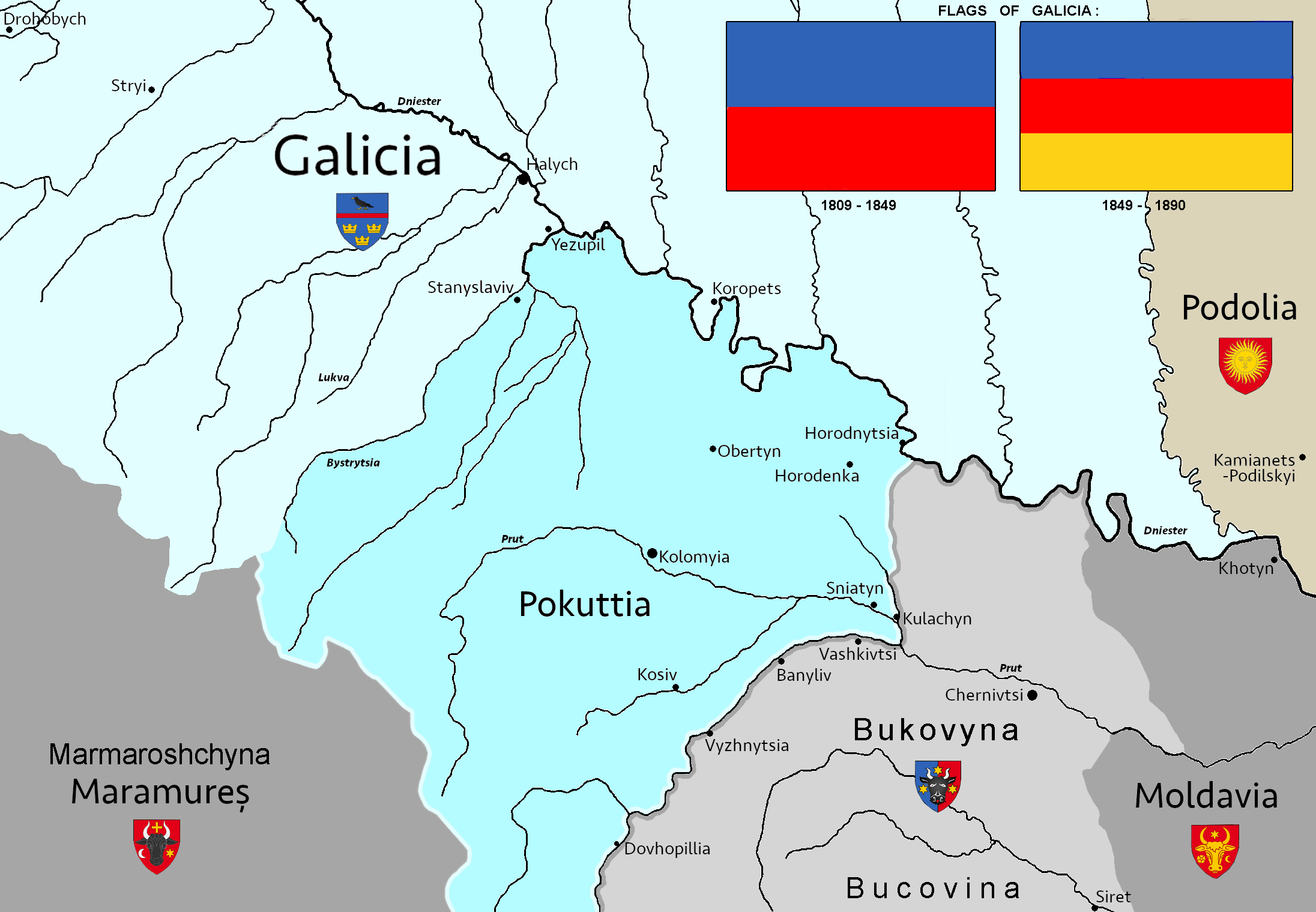
Mapa historické oblasti Pokutí, moldavské nároky na Pokutí, Vídeň 1910

Pokutí (ukrajinsky Покуття, polsky Pokucie, rumunsky Pocuția) je historické území na západní Ukrajině – jihovýchodní část Haliče na horním toku Prutu a Čeremoše, při hranicích s Bukovinou. V současnosti tvoří jihovýchod Ivanofrankivské oblasti. Střediskem je město Kolomyja (podle Ottova slovníku naučného byl nejvýznamnějším městem Stanislavov), název je však odvozen od městečka Kuty, které leží jižněji. Území je hornaté a lesnaté, tvoří je údolí několika řek. Obyvateli byli převážně Huculové.
V roce 1498 dobyl Pokutí Štěpán III. Veliký a připojil je načas k Moldávii (do roku 1531). Poté patřilo do roku 1772 Polsku, následně se stalo součástí Rakouska. Po I. světové válce bylo krátce okupováno Rumuny, připadlo však obnovenému Polsku. Od roku 1939 je pak součástí Ukrajiny (do roku 1991 Ukrajinské SSR).